# Nancy Berthier
Nancy Berthier es una hispanista francesa especializada en las artes visuales del mundo  hispánico e iberoamericano y profesora en la Sorbonne Université (Francia). Antigua alumna de la École normale supérieure (ENS Ulm) y agregada en español, se doctoró en 1994 con una tesis sobre el cine de propaganda bajo el franquismo. Sus investigaciones se centran también en el cine y la memoria histórica, la revolución cubana, el carisma político en los artes visuales, y las representaciones urbanas en los cines ibéricos y ibérico-americano.
Dirige la Casa de Velázquez desde enero de 2022.

## Formación y titulación: entre los estudios cinematográficos y el hispanismo
Nancy Berthier, antigua alumna de la École normale supérieure de la rue d'Ulm, siguió un curso de preparación literaria en el liceo Louis-le-Grand antes de iniciar una doble licenciatura en estudios cinematográficos en la Universidad Sorbonne Nouvelle y en estudios hispánicos en el Institut d'Études Hispaniques de la Sorbonne. Obtuvo su Agregativo en español en 1989. 
Empiezo su carrera de investigación con los estudios naratólogicos especialmente con su memoria sobre la adaptación literaria en el cine de Lius Buñuel. Después, orientó sus investigaciones hacia una perspectiva histórica, especialmente en su DEA, donde estudió el cine de propaganda franquista bajo la dirección del profesor Carlos Serrano.
En 1990, Nancy Berthier consiguió sus investigaciones en la Sorbonne. Su contrato doctoral con el ENS Ulm la permitió de estudiar la socio-crítica con el profesor Edmond Cros para su CERS en la universidad Paul Valéry en Montpellier. 
En 1994, defendió su doctorado titulado “Cine y propaganda en España durante el franquismo. Estudio de tres películas : Raza, Franco ese hombre y El último caído de José Luis Sáenz de Heredia”. Su tesis analiza la relación entre cine, política e historia tomando la obra de José Luis Sáenz de Heredia, el realizador oficial del régimen franquista como ejemplo de la instrumentalización del cine por un régimen autoritario especialmente con la famoso ficción Raza cuyo escenario se apoyo sobre un relato de Francisco Franco. Explica que el objetivo era ver cómo funcionaba el discurso propagandístico y qué lo impulsaba a través de tres películas que representaban tres géneros cinematográficos en tres épocas diferentes.
Su tesis ha marcado un punto de inflexión en sus investigaciones sobre el cine de los países hispanohablantes y fue saludada como uno de los primeros trabajos científicos en el campo de los estudios culturales dentro del hispanismo francés cuando fue publicada por PUM, con prólogo de Bartolomé Benassar. Descubrió después la producción cineasta de la revolución cubana y amplió sus investigaciones al cine cubano. Su inédita habilitación para dirigir investigaciones (HDR), centrada en la relación entre "Cine e historia en el mundo hispánico", analiza la obra de Tomás Gutiérrez Alea, reconocido como el cineasta de la revolución cubana. Este trabajo original se publica en la colección dedicada al 7º arte de Éditions du Cerf. 

## Carrera universitaria

#### Al servicio de las artes visuales del mundo hispánico y ibérico
El año después de su doctorado, Nancy Berthier empiezo una carrera en la enseñanza superior y la investigación en tres universidades parisienses. 
Estaba ATER y profesora en la universidad Paris VIII. También asumió responsabilidades administrativas como Directora del Departamento de Estudios Ibéricos y Latinoamericanos de 1997 a 1999. Se implicó además en las investigaciones de dos departamentos : la equipa de investigación sobre las culturas de la España contemporánea (Erecec), dirigida por  Danièle Bussy-Genevois, y el grupo de Historia de las Antillas Hispánicas (HAH9 fundado por Paul Estrade). 
Desde el inicio del curso académico 1999, prosiguió su carrera en la Universidad Paris IV Sorbonne como profesora. Allí, sus enseñanzas y sus investigaciones contribuyó al desarrollo de los artes visuales dentro del departamento de Lenguas, Literaturas y Civilizaciones Hispánicas y Lusófonas, así como del equipo de investigación Centre de recherches interdisciplinaires sur les mondes ibériques contemporains (CRIMIC) fundado por Carlos Serano. En esta función, forma a los candidatos en análisis de películas para los exámenes CAPES y agregativo en español. 
Nancy Berthier participó al desarrollo de las programas de investigación en las artes visuales en el laboratorio Literatura, Conocimientos y Artes (LISAA), que dirigió,  gracias a su nominación como profesora universitaria en la Universidad Paris-Est Marne-la-Vallée. En 2008, creó la revista en línea L’Âge d’or. Además, dirigió el departamento de Lenguas y Civilizaciones extranjeras y trabajó en el CEVU de la universidad. 
En 2010, Nancy Berthier fue nombrada profesora universitaria en la Sorbonne en una cátedra dedicada específicamente a las artes visuales de los mundos ibéricos. En este contexto, ha podido impulsar el desarrollo de las artes visuales en esta institución, en particular mediante la creación de un componente específico dentro del CRIMIC, basado en un seminario mensual, así como en numerosos eventos nacionales e internacionales. Como directora de este equipo de investigación, ha reestructurado su funcionamiento, creado su sitio web y una revista en línea, Iberic@l.
A lo largo de su carrera universitaria, defendió la legitimidad de los artes visuales como objeto de investigación, asimismo por su participación, con Jean-Claude Seguin, Jacques Terrasa y Anne-Marie Jolivet en 1998, en la creación del grupo de investigación en el mundo hispánico (GRIMH) cual finalidad es de promover el estudio de los artes visuales.

#### Al servicio del hispánismo
Además de la docencia y la dirección del CRIMIC, Nancy Berthier ha desempeñado otros cargos en la Universidad de la Sorbona, entre ellos el de directora del Institut d'Etudes Hispaniques (IEH) de la Universidad de la Sorbona entre 2014 y 2019. Organizó el centenario de esta institución bajo el nombre Cent ans d'hispanisme en Sorbonne, centenario que dio lugar a más de treinta actividades y publicaciones por las que el IEH recibió el premio Diálogo y que se recogen en el libro Les Archives du lundi : histoire et mémoire de l'Institut d'études hispaniques [archivo]. 
La Casa de Velázquez aparece como una evidencia. Fue miembro de la 83e promoción de la Escuela de los Estudios Hispánicos y Ibéricos de 1992 a 1994 con, especialmente, Marie Franco, Jean-Pierre Jardin, Christian Rico y Isabelle Renaudet. Sus dos años de estudios en el EHEHI le permitieron establecer relaciones con los investigadores como los  artistas de la Casa de Velázquez, amistades que han dado lugar a  proyectos conjuntos como el con el fotógrafo Max Armengaud.
Ha sido nombrada directora de la Casa de Velázquez en enero de 2022. Es la 12e directora de la institución desde su fundación en 1928 pero es la primera mujer que la dirige. Además, es la directora adjunta del Madrid Institute for Advances Study (MIAS), el primero Instituto de estudios en la península ibérica.  
Además, fue la presidente de la Red de Escuelas Francesas en el Extranjero (ResEFE), para el año 2023.

## Investigación centrada en las artes visuales del mundo hispánico e iberoamericano
Nancy Berthier ha desarrollado una investigación diversificada, centrada principalmente en el cine y su interacción con la historia y la política en los contextos español e iberoamericano, abordando diversos temas como la propaganda, la revolución, el carisma político y los imaginarios urbanos. 
Ha publicado más de un centenar de textos sobre las artes visuales en el mundo hispánico, en particular sobre la relación entre cine e historia. Ha sido invitada a participar como ponente en congresos y coloquios en Europa (Francia, Alemania, Inglaterra, Bélgica, España, Países Bajos, Italia) y América (Cuba, México, Canadá, Estados Unidos, Brasil, Colombia). También ha dirigido tesis de máster, tesis doctorales y habilitaciones para dirigir investigaciones sobre estos temas.
A nivel colectivo, ha organizado un gran número de actos, conferencias, seminarios y jornadas de estudio en Francia y en el extranjero, y ha coordinado más de veinte obras colectivas, a menudo en colaboración con otras personas. En estos encuentros científicos sobre las artes visuales, siempre ha procurado implicar a agentes del mundo artístico y cultural. Así, ha invitado a la Sorbona a algunos de los grandes nombres de la cultura hispánica e iberoamericana, como Miquel Barceló, Álex de la Iglesia, Lucrecia Martel, Carlos Reygadas, Arturo Ripstein, Paco Ibáñez...
Sus principales áreas de investigación son : 

#### Cine, propaganda y memoria histórica bajo el franquismo
En Le franquisme et son image. Cinéma et propagande (1998), Nancy Berthier examina cómo el régimen franquista manipuló el cine para moldear la opinión pública y legitimar su autoridad. Posteriormente ha profundizado en su investigación sobre el uso del cine como instrumento de propaganda bajo el régimen franquista, al tiempo que ha explorado la memoria cinematográfica de la guerra civil española: De la guerre à l'écran: ¡Ay Carmela! de Carlos Saura analiza el modo en que la película de Saura aborda la memoria colectiva de la guerra civil española a través del prisma del cine. "Guernica: de la imagen ausente al icono" presenta un concepto innovador, el de la imagen ausente en el análisis de la obra de Picasso y su impacto cultural y político. 
Esta obra ilustra su compromiso con la deconstrucción de las representaciones propagandísticas y la exploración de las implicaciones históricas y culturales del cine en la memoria colectiva española, al tiempo que forja conceptos innovadores. 

#### Cine y revolución cubana
Con Tomás Gutiérrez Alea y la Revolución Cubana (2005), exploró los vínculos entre el cine cubano y la revolución, centrándose inicialmente en la obra de Gutiérrez Alea antes de profundizar en el cine cubano y su estrecha relación con la revolución. En este sentido, ha coeditado los libros Noticiero ICAIC: 30 ans d'actualités cinématographiques à Cuba (2022) y Noticiero ICAIC: memoria del mundo (2023), que constituyen importantes contribuciones a los noticiarios cinematográficos cubanos a partir de un innovador trabajo colectivo que dio como resultado la primera obra completa sobre los noticiarios cinematográficos cubanos, reconocidos como patrimonio por la UNESCO. 

#### El carisma y las artes visuales
Nancy Berthier se ha centrado en la representación de figuras políticas carismáticas y su impacto mediático en una serie de obras significativas: Fidel Castro. Arrêts sur images (2010) examina la representación mediática de Fidel Castro y su papel carismático en el contexto cubano e internacional. En colaboración con Vicente J. Benet, Rafael Rodríguez Tranche y Vicente Sánchez-Biosca, es coautora de Carisma e imagen política. Líderes y medios de comunicación en la Transición (2016), que explora las representaciones mediáticas de los líderes políticos durante la transición democrática española. La muerte de Franco en la pantalla. El Generalísimo sigue muerto (2020) analiza la reescritura y resemantización de la muerte de Franco a través de narrativas audiovisuales, desde su desaparición hasta su entierro.

#### Cine ibérico e iberoamericano contemporáneo
De 2010 a 2020, fundó y dirigió una red internacional de investigación sobre "Cine ibérico contemporáneo", con P. Julian Smith, A. del Rey y A. Fernández. Esta red, que ha crecido hasta incluir a un centenar de investigadores, ha dado lugar a la organización de coloquios internacionales. Coeditando varias obras colectivas resultantes de estos encuentros, como Cine iberoamericano contemporáneo y géneros cinematográficos (Con A. del Rey, 2014) o Frente a la catástrofe. Temáticas y estéticas en el cine español e iberoamericano contemporáneo (Con Julie Amiot, 2017), contribuye al estudio del cine español y latinoamericano contemporáneo, analizando las nuevas tendencias y géneros. Nancy Berthier también ha coordinado libros centrados en determinados directores, como Carlos Saura o el arte de heredar (Con Marianne Bloch-Robin, 2019). 

#### Imaginarios cinematográficos de las ciudades y usos políticos del espacio público
Su trabajo explora las representaciones visuales de los espacios urbanos en las artes visuales ibéricas e iberoamericanas. Este tema es central en Visions cinématographiques de Madrid (2014), Barcelona 70's (2020) y Filmar la ciudad (2020). También se interesa por las estatuas que adornan los espacios públicos. Más recientemente, basándose en su trabajo de larga data sobre la idea de la ciudad palimpsesto, ha ideado un proyecto basado en el uso político de las plazas en América Latina y su imaginario visual en los siglos XX y XXI. 

## Libros
Autor de : 
- Le Franquisme et son image. Cinéma et Propagande (PUM, 1998)
- De la guerre à l'écran: ¡Ay Carmela! de Carlos Saura (PUM, 1999, 2.ª edición aumentada en 2005)
- Tomás Gutiérrez Alea et la Révolution_cubaine (Cerf, 7e Art, 2005)
- Fidel Castro. Arrêts sur images (Ophrys, Imágenes, 2010)
- La muerte de Franco en la pantalla. « El Generalísimo is still dead » (Shangrila, 2020)
- La place Bolívar de Bogotá / La plaza Bolívar de Bogotá. Carnet de recherche buissonnière (février-mars 2020) / Cuaderno de investigación vagabonda (febrero-marzo de 2020). Edición bilingüe francés / español, 2024.

Coautora de :
- Le cinéma de Bigas Luna (PUM, 2001)
- La Révolution cubaine (Armand-Colin, 2006)
- Carisma e imagen política. Líderes y medios de comunicación en la Transición (coautores : Vicente J. Benet, Rafael Rodríguez Tranche y Vicente Sánchez-Biosca) (Tirant lo Blanch, 2016 )
- Los Memes (coautor: Manuel Palacio) (Ocho y Medio, 2022)

Editora de libros colectivos
- Penser le cinéma espagnol. 1975-2000 (GRIMH, 2002)
- Le cinéma d’Alejandro Amenábar (PUM, 2006)
- Cuba. Cinéma et Révolution (con J. Amiot, GRIMH, 2006)
- Cine, nación, nacionalidades en España (con JC Seguin, Casa de Velázquez, 2007)
- cine cubano: luces y sombras (Archivos de la Filmoteca, n.° 59, junio de 2008).
- Guernica : de la imagen ausente al icono (Archivos de la Filmoteca, n.° 64-65, junio de 2010)
- La Revolución mexicana en imágenes (con Marion Gautreau, Archivos de la Filmoteca, n.° 68, octubre de 2011)
- Lexique bilingue des arts visuels (Ophrys, 2011)
- Retoricas del miedo : imagenes de la guerra civil española (con Vicente Sánchez-Biosca, Casa de Velázquez, Madrid, 2012)
- Operas primas en el cine documental iberoamericano 1990-2010 (con Álvaro Fernández), (Guadalajara-México, Presses de l'UDG, 2012)
- harisme et image politique : figures du monde hispanique contemporain (Dir. con Vicente Sánchez-Biosca), dosier monográfico de la revista online Iberic@l, n.° 4, octubre 2013 204 páginas.
- Cine iberoamericano contemporáneo y géneros cinematográficos (Dir. con Antonia del Rey) (Editorial Tirant lo Blanch Humanidades, 2014)
- Visiones cinematográficas de Madrid (Dir., con Pascale Thibaudeau), expediente monográfico de la revista online Cahiers de Civilization de l'Espagne Contemporaine Cahiers de civilisation espagnol contemporaine [Online], 13 | 2014.
- La cultura de las pantallas. El cine iberoamericano en el panorama audiovisual actual (Ed. con Álvaro Fernández), Nuevo Texto Crítico (Stanford University), Volumen 28, número 51, 2015.
- Frente a la catástrofe. Temas y estéticas en el cine español e iberoamericano contemporáneo (Dir. con Julie Amiot), París, Editions hispaniques, 2017, 255 páginas
- Imaginario catastrófico: discurso mediático y artes visuales hispanoamericanas en los siglos XX-X (Dir. con Carlos Belmonte), número monográfico de la revista Comunicación y medios, universidad de Chile, Instituto de la Comunicación e Imagen, n° 36, Año 26/017- Segundo semestre 2017.
- Cine y audiovisuales. Trayectos de ida y vuelta (Dir. con Antonia del Rey), Valencia Shangrila, 2018, 222 páginas.
- Barcelona años 70 (Dir. con Jacques Terrasa y Monica Güell), París, Editions hispaniques, 2020, 319 páginas.
- Filmar la ciudad (Dir. con Carlos Belmonte y Álvaro Fernández), Guadalajara, Prensa de l'UDG, 2020.
- Carlos Saura o el arte de heredar (Dir. con Marianne Bloch-Robin), Valencia, Shangrila, 2021, 400 páginas.
- Les Archives du lundi : histoire et mémoire de l’Institut d’études hispaniques (Dir. Con Maria Araujo y Eva Sebbagh), París, Editions hispaniques, 2022, 346 páginas.
- Noticiero ICAIC: 30 ans d’actualités cinématographiques à Cuba (Dir. con Camila Areas), Paris, INA, 2022.
- Noticiero ICAIC: memoria del mundo (Dir. con Camila Areas), Madrid, Huron azul, 2022.